# Мечеть Зейнеп-султан
Мече́ть Зейне́п Султа́н (тур. Zeynep Sultan Camii — Зейнеп Султан Джами) — мечеть в Стамбуле, построенная в 1769 году архитектором Мехметом Тахиром-агой для дочери Ахмеда III Зейнеп Асыме Султан. По своему архитектурному стилю и использованным при строительстве материалам, напоминает византийскую церковь.

## История
Мечеть находится на улице Алемдар Каддеси возле парка Гюльхане и собора Святой Софии.
При мечети находится мектебе (начальная школа) и захоронения двух Великих визирей Османской империи Алемдар Мустафа-паши и мужа Зейнеп Асыме Султан — Мелек Мехмед-паши.
Мечеть украшает фонтан с павильоном (себиль) султана Абдул-Хамида I.